# گنگ (رود)
گنگ (به انگلیسی: Ganges)‏ (تلفظ هندوستانی: (‎/ˈɡʌŋɡə/‎ GUNG-gə)) بزرگ‌ترین رود شبه‌قاره هند و دارای ۲۵۰۶ کیلومتر طول است. این رود از ایالت اوتارانچاند در شمال کشور هندوستان و از مرکز کوه‌های هیمالیا سرچشمه می‌گیرد و نیز متعلق به کشور بنگلادش است و سپس از طریق یک دلتا به خلیج بنگال می‌ریزد. در کنارهٔ رود گنگ مزرعه‌های حاصل‌خیز و شهرهای بزرگی قرار گرفته‌اند. این رود برای پیروان آیین هندو تقدس دارد.

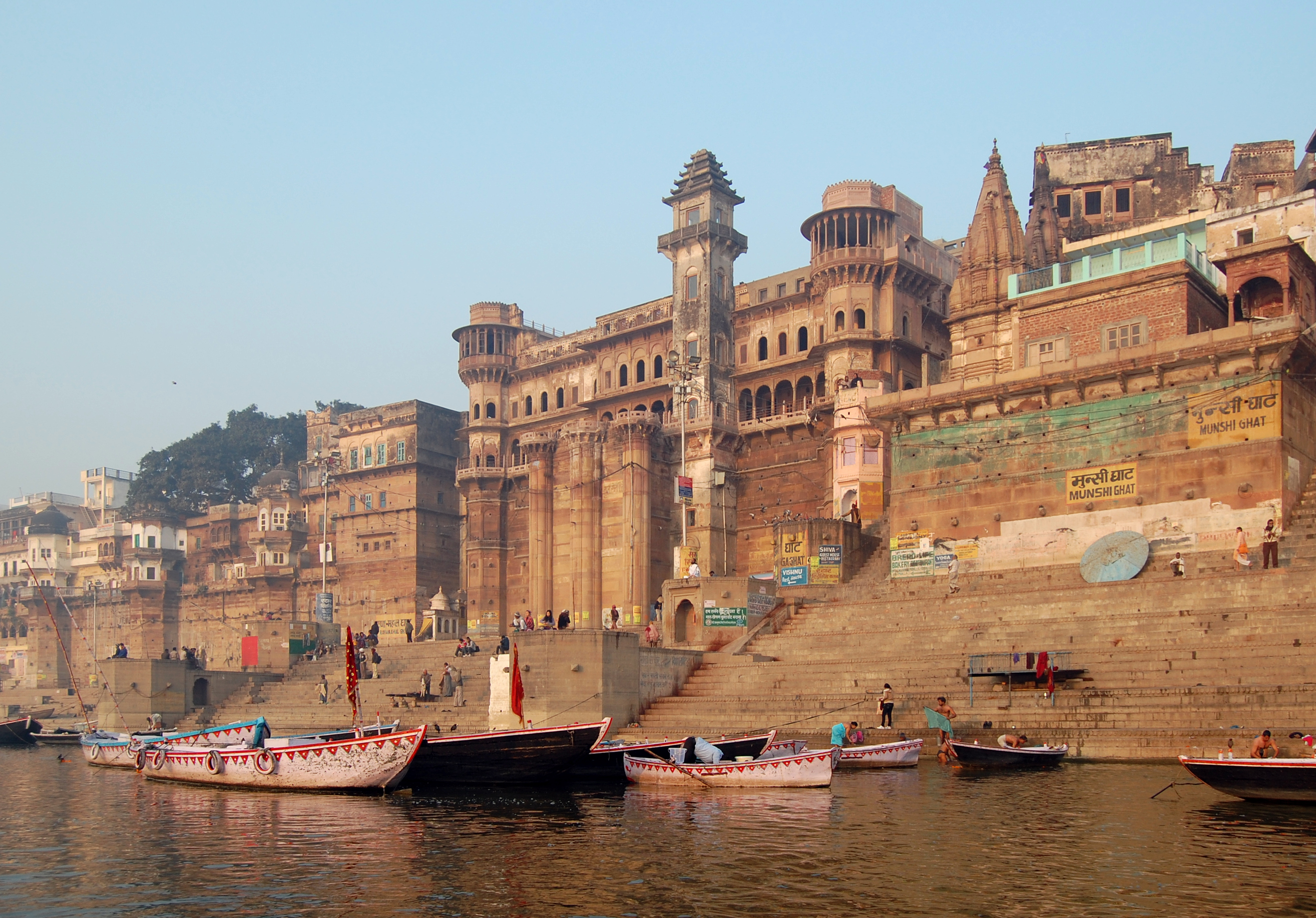
نگاره‌ای از شهر بِنارس از منظر رود گَنگ.
مراسم مذهبی هندوها در ساحل رود گنگ انجام می‌شود.

## پی‌نوشت
1. ↑  دائرةالمعارف کودکان و نوجوانان
2. ↑  مشارکت‌کنندگان ویکی‌پدیا. «Ganges». در دانشنامهٔ ویکی‌پدیای انگلیسی، بازبینی‌شده در ۱۹ سپتامبر ۲۰۰۸.